# Laothoe populi
Sphinx du peuplier
Pour l'autre espèce appelée « Sphinx du peuplier », voir Pachysphinx modesta.
Espèce
Le Sphinx du peuplier (Laothoe populi) est une espèce eurasiatique de lépidoptères (papillons) appartenant à la famille des Sphingidae, à la sous-famille des Smerinthinae et à la tribu des Smerinthini.

## Noms vernaculaires
En français, Laothoe populi est appelé « Sphinx du peuplier ». Il partage ce nom vernaculaire avec une espèce nord-américaine : Pachysphinx modesta.
En anglais, il est appelé poplar hawk-moth. 

## Répartition et habitat
Régions paléarctiques et Sibérie, en France partout.

## Description

### Papillon
L'envergure du papillon du Sphinx du peuplier va de 70 à 100 mm. Au repos, les ailes antérieures de cette espèce recouvrent généralement la tache orangée des ailes postérieures. Ces dernières émergent vers l'avant.

### Chenille
La chenille du Sphinx du peuplier est trapue et mesure au maximum 65 mm de long. Sa tête présente une capsule céphalique triangulaire verte striée de deux traits jaunes. Son corps est coloré d'un vert jaunâtre à bleuté et moucheté de minuscules points blancs. La ligne des stigmates est parfois surmontée par une ligne de pustules rougeâtres. Les flancs sont zébrés de stries obliques blanc verdâtre. Le huitième segment abdominal est surmonté par une corne vert jaunâtre, rarement orné de rouge sur sa pointe terminale. Cette corne est caractéristique de la famille des Sphingidae.
La chenille du Sphinx du peuplier peut facilement se confondre avec celle du Sphinx demi-paon (Smerinthus ocellata). Elle se distingue de cette dernière par l'absence de stries blanches sur les trois segments thoraciques, par une corne non bleutée et par la première et la septième stries plus marquées que les autres.

### Galerie

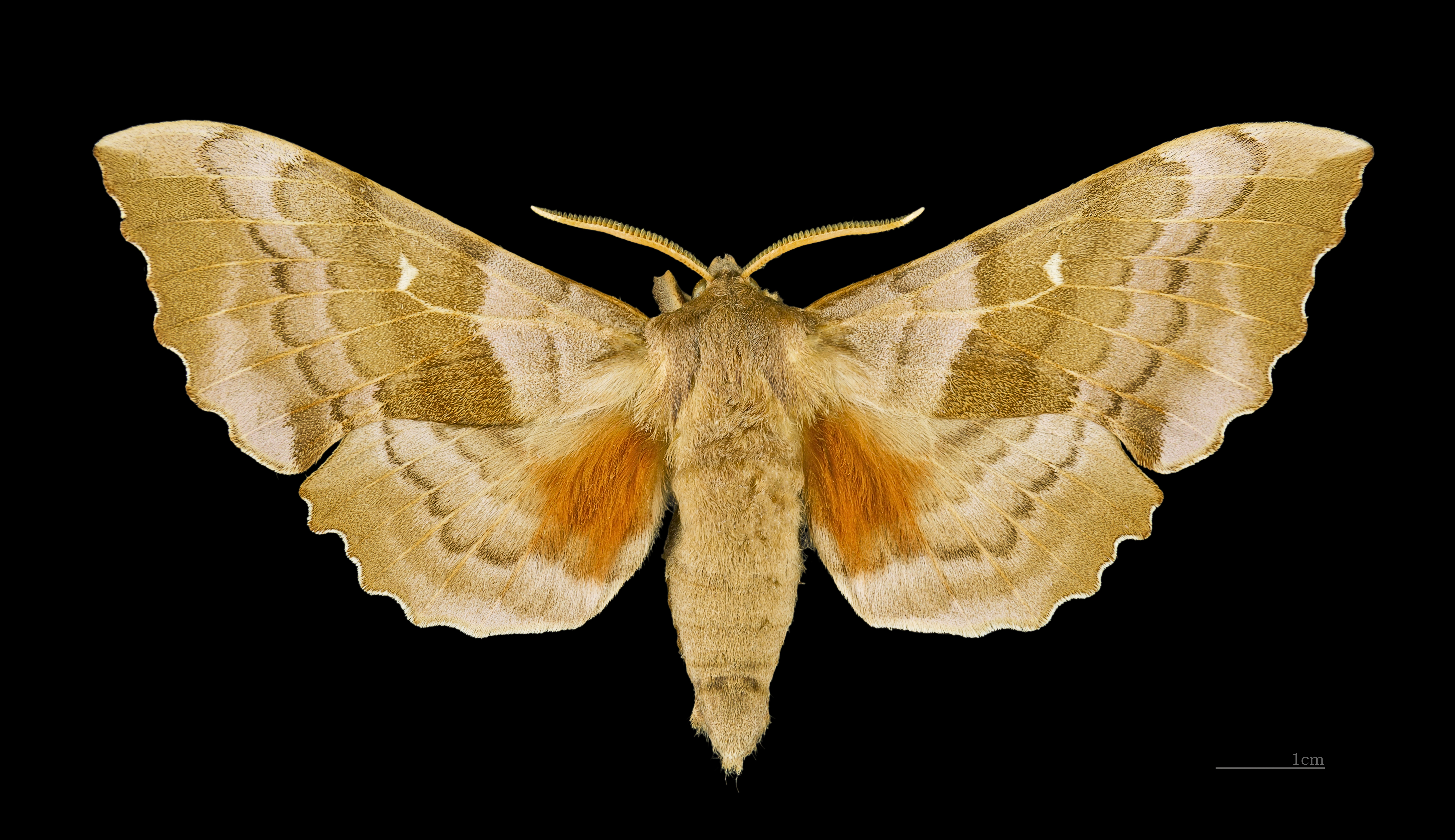
Avers du mâle (coll.MHNT)
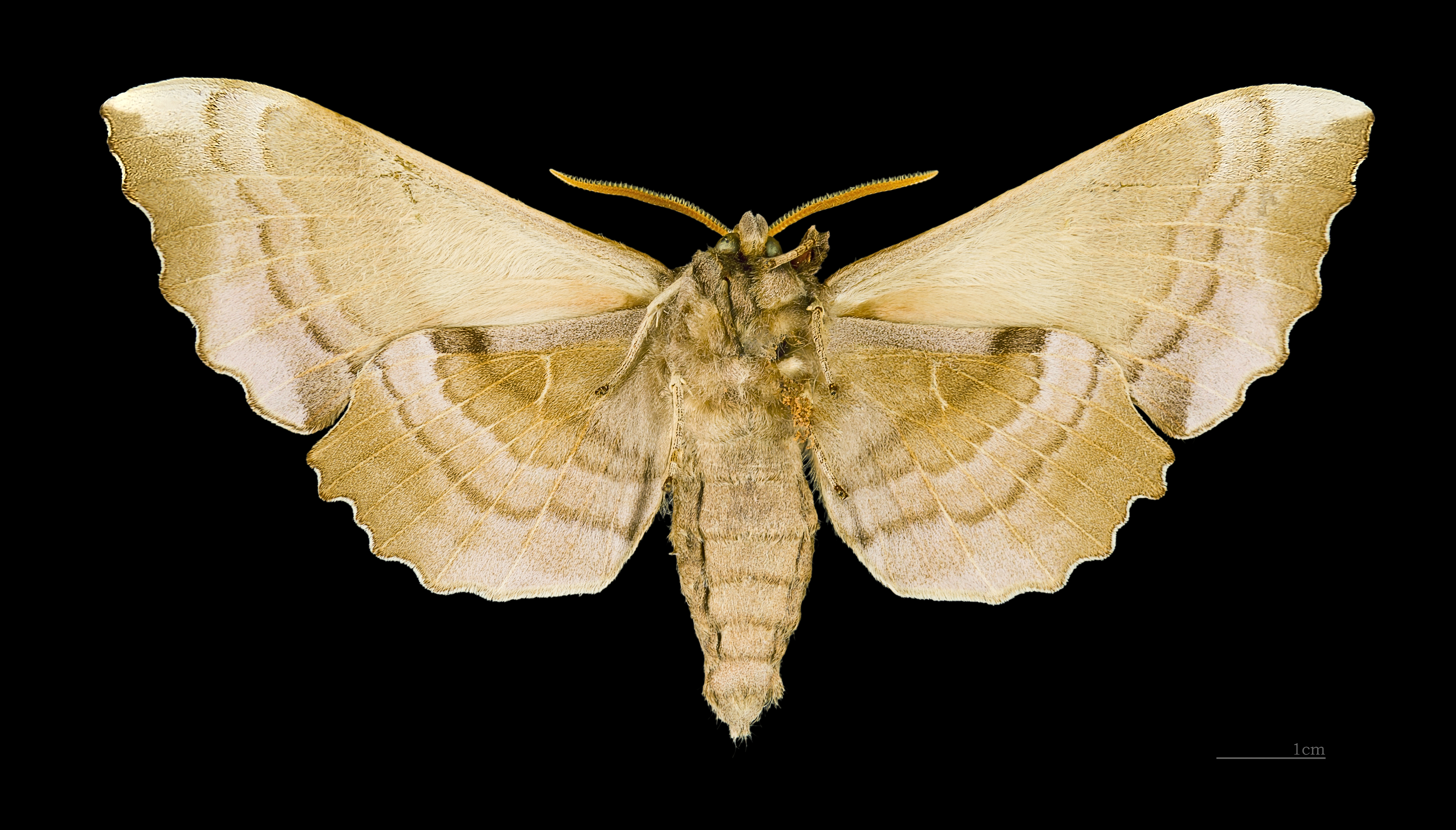
Revers du mâle (coll.MHNT)
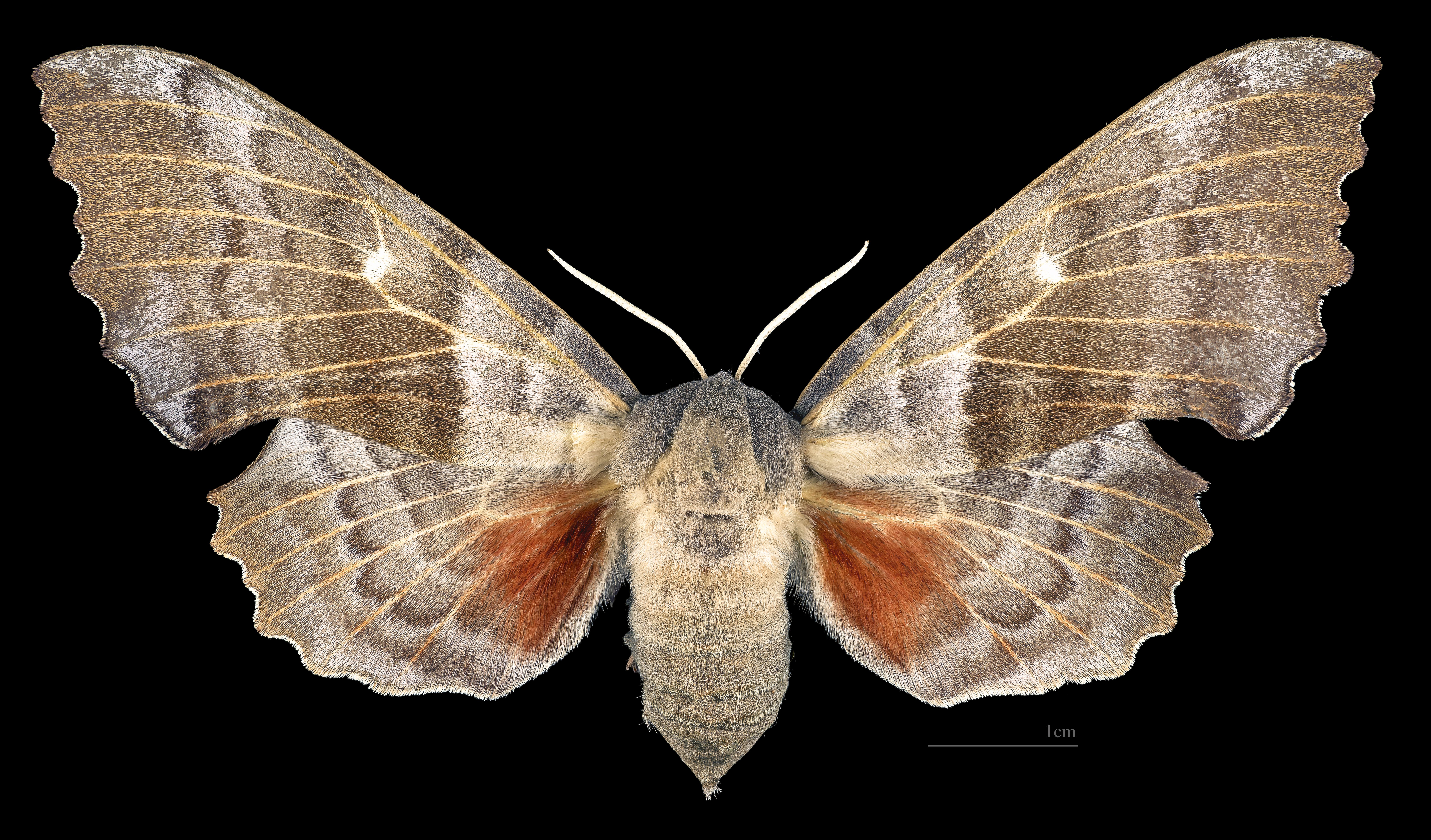
Avers de le femelle (coll.MHNT)
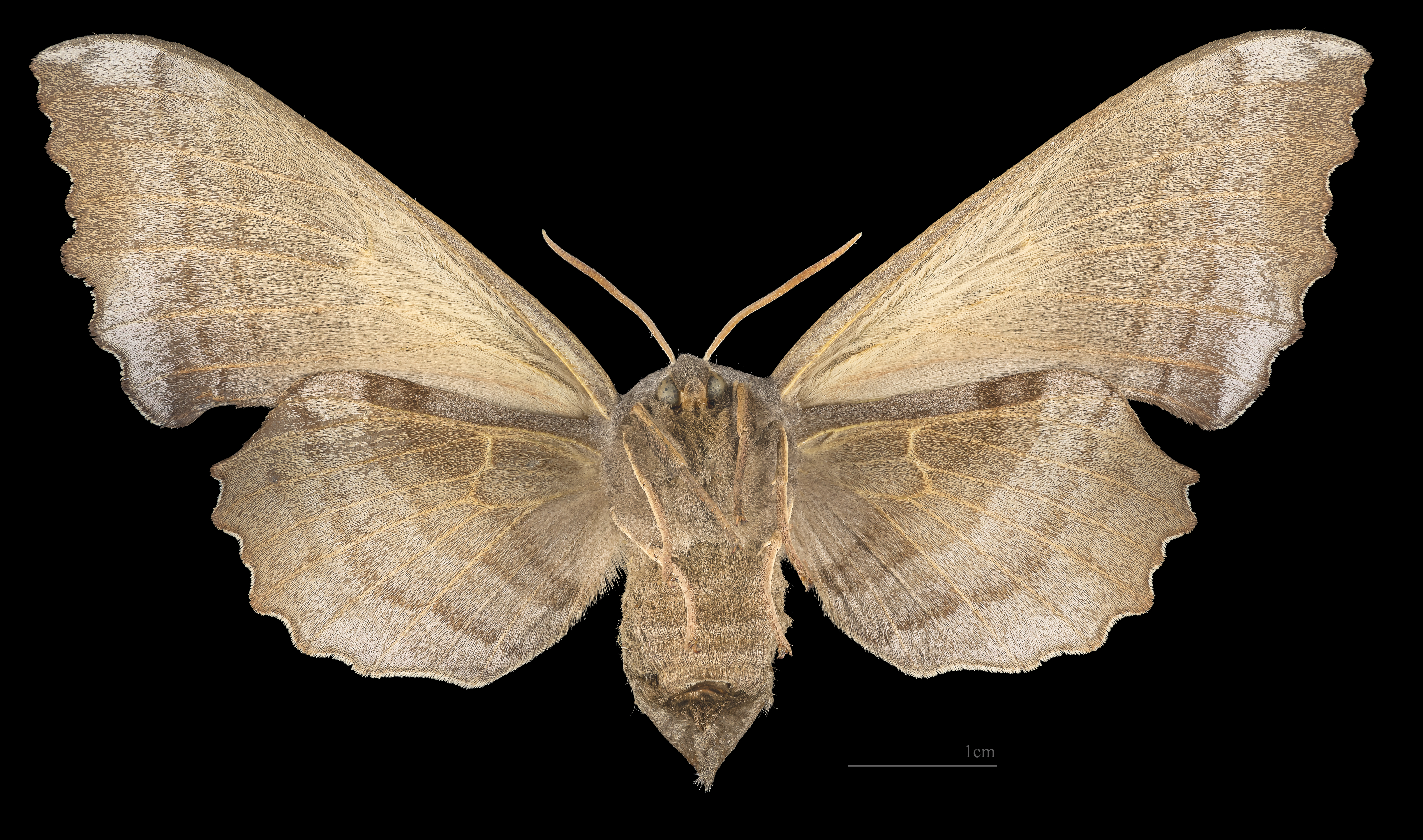
Revers de la femelle (coll.MHNT)
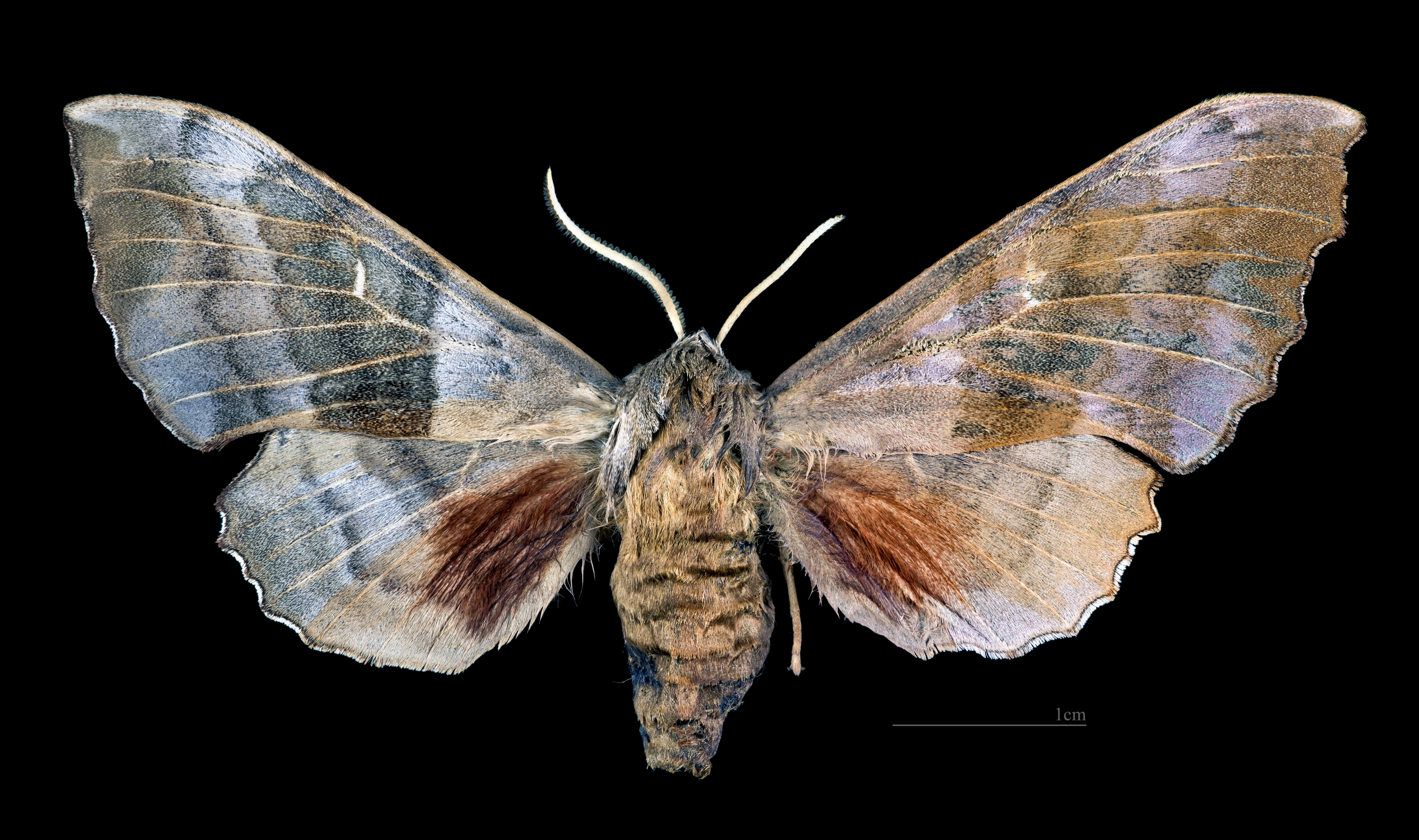
Avers Gynandromorphe (coll.MHNT)
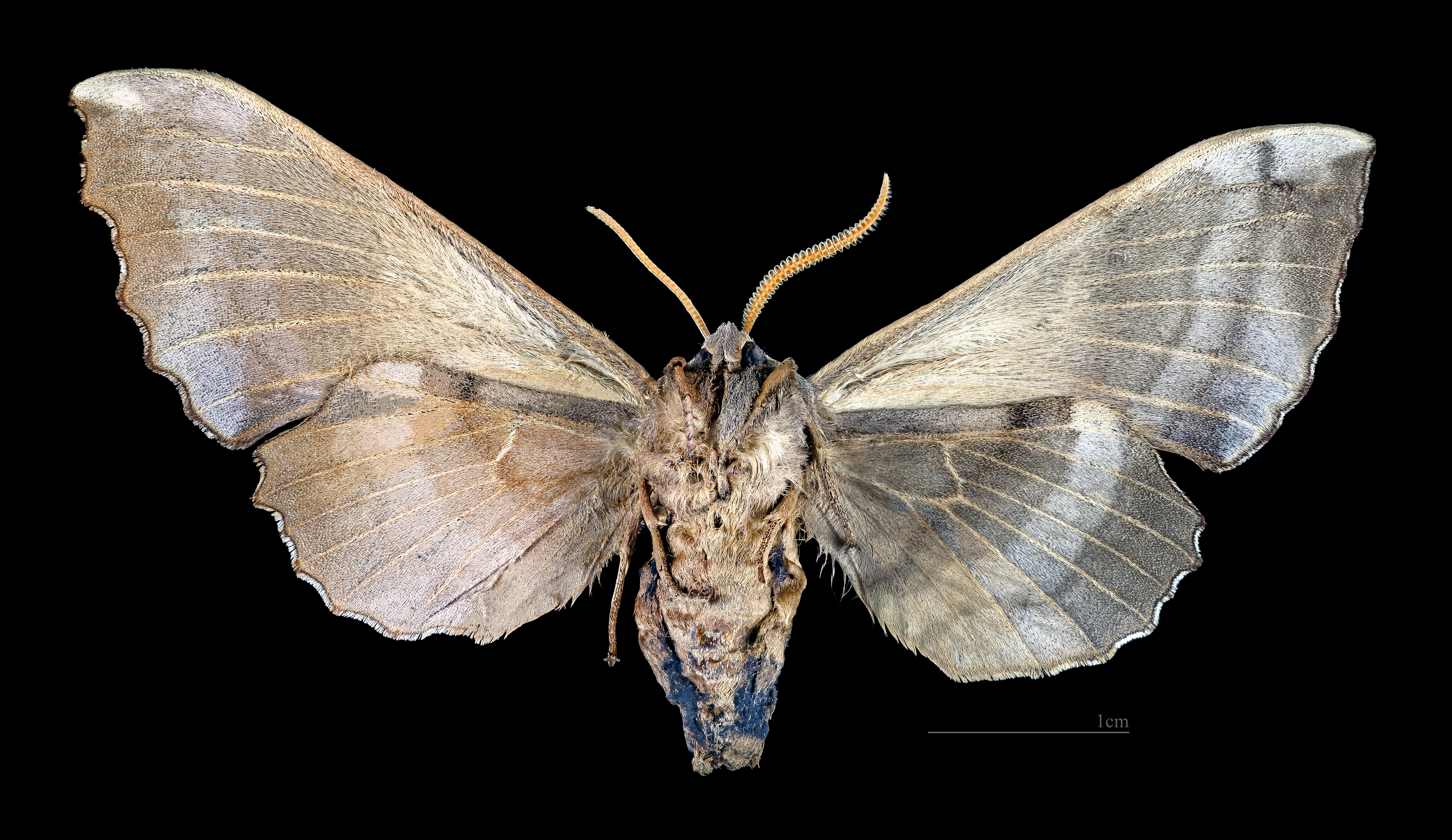
Revers Gynandromorphe (coll.MHNT)

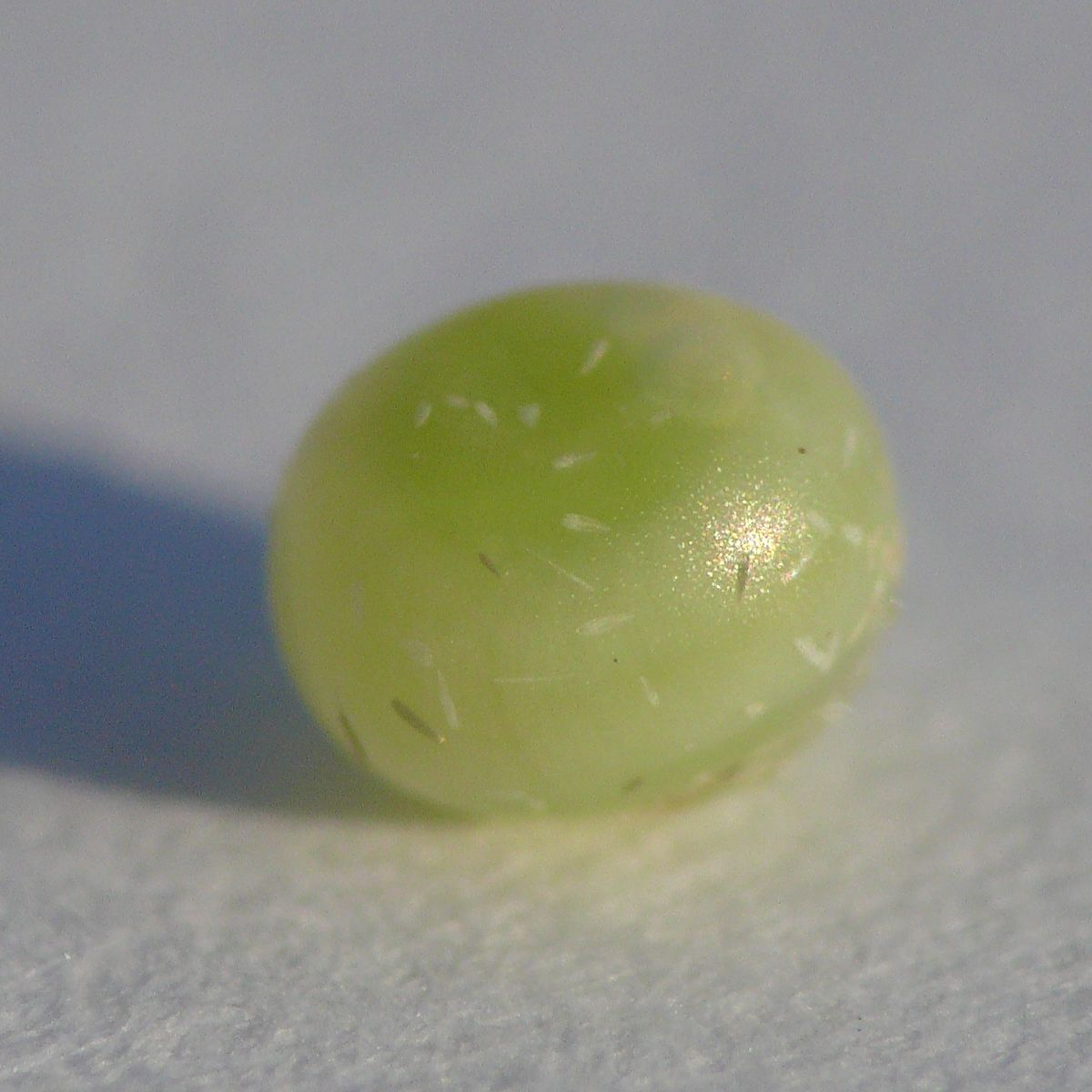
Œuf
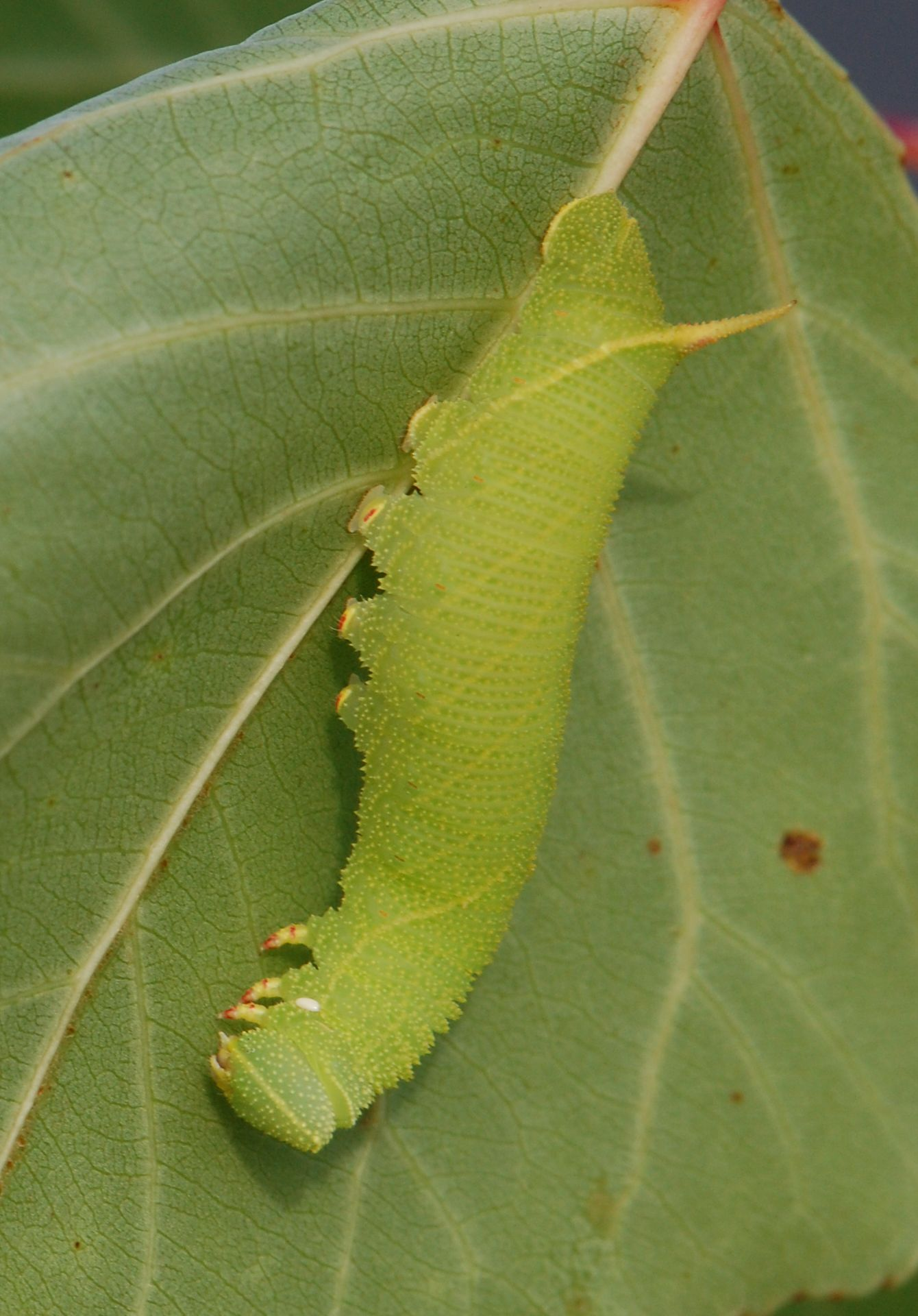
Mimétisme de la chenille dont les lignes jaunes imitent les nervures des feuilles
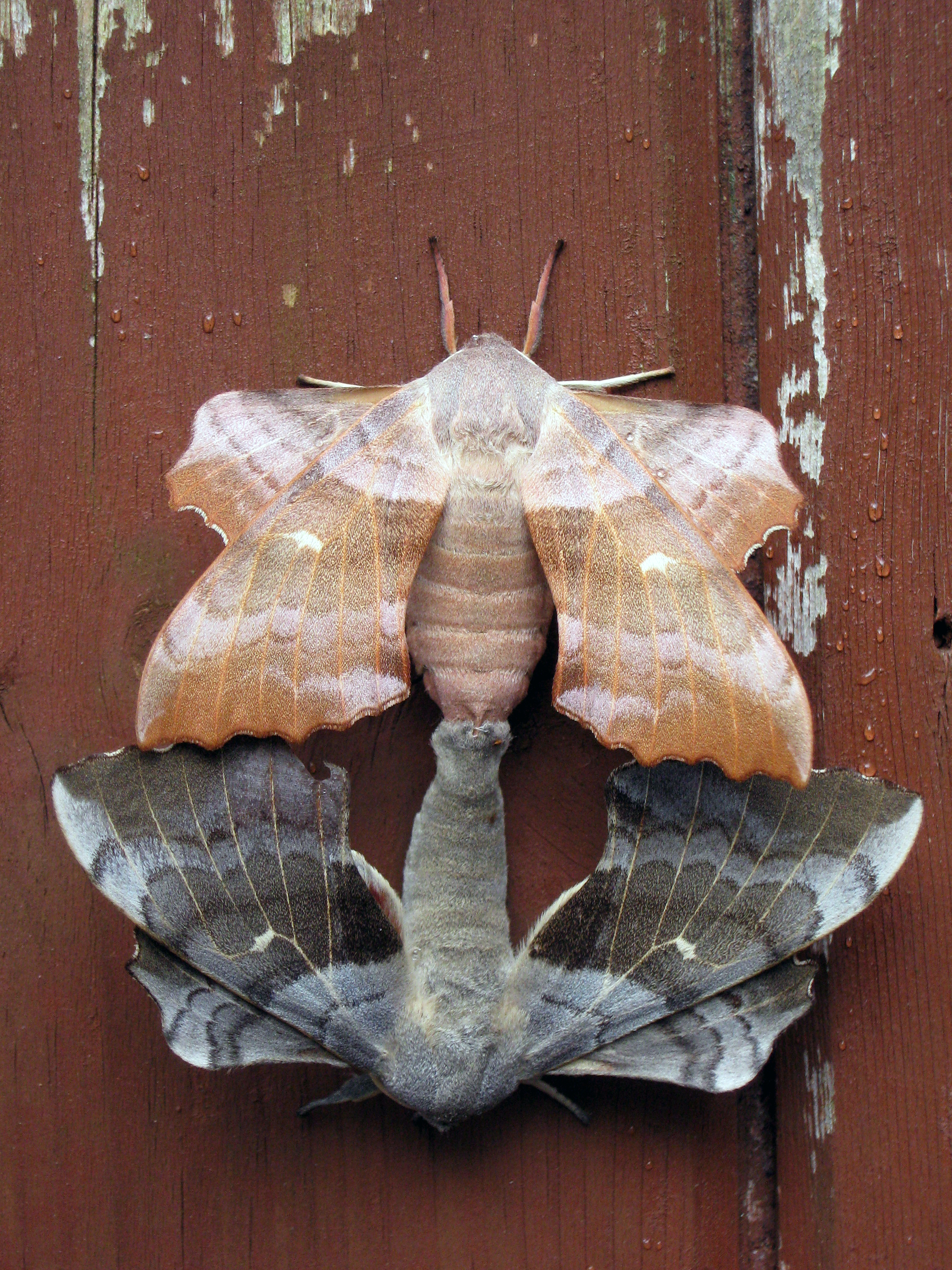
Accouplement (le mâle dont l'abdomen est plus étroit est en bas)
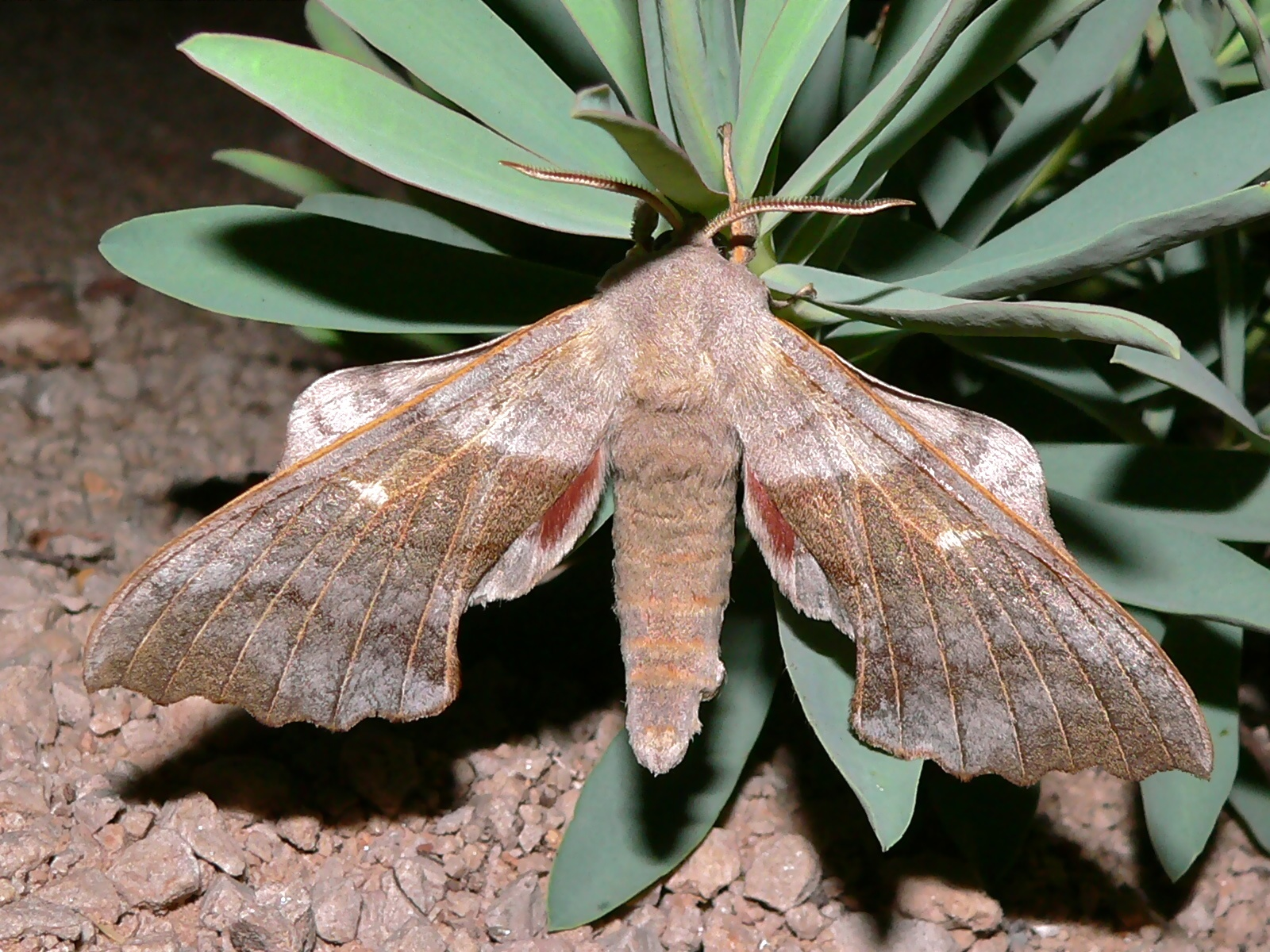
Mâle (antennes dentées)
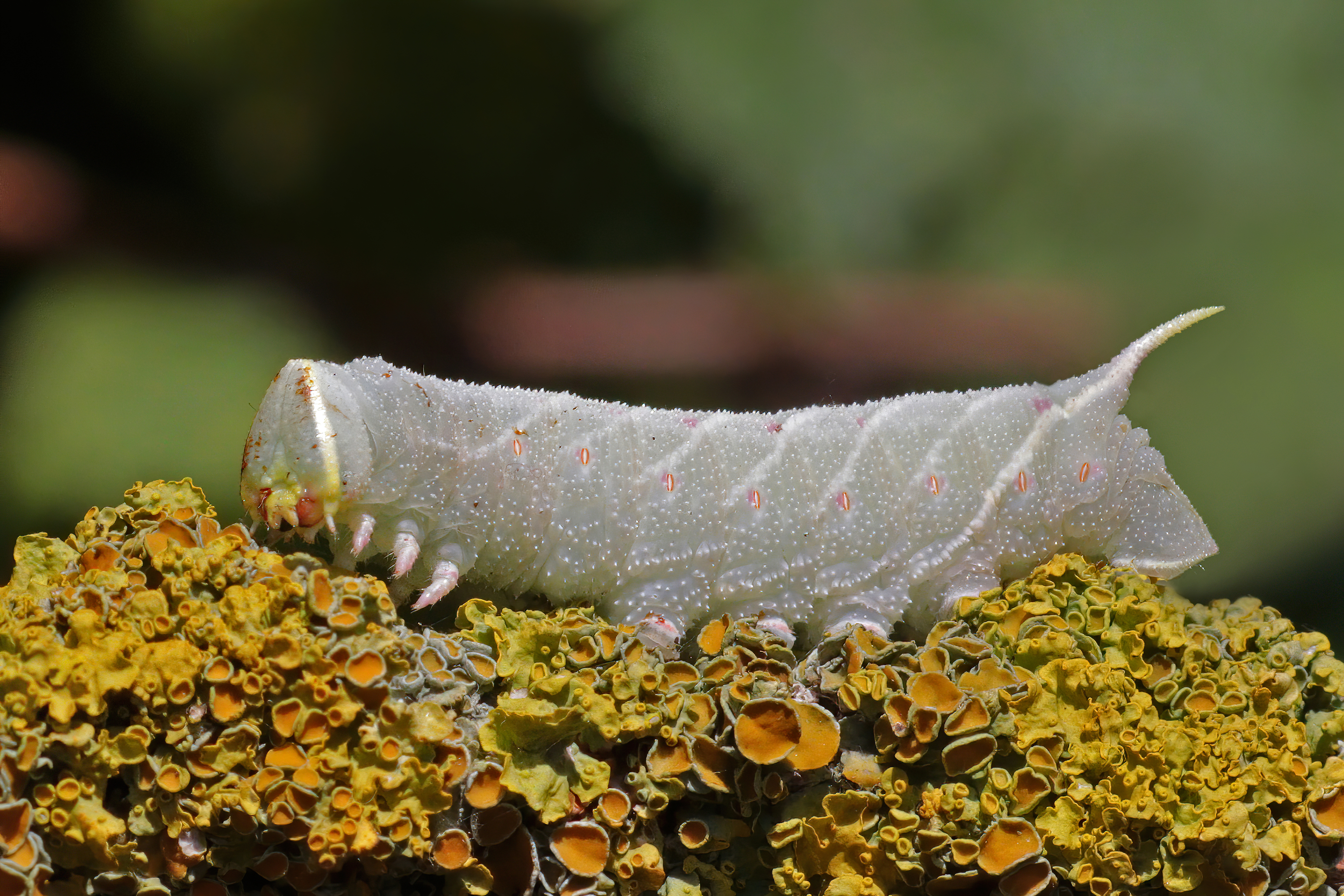
Larve de laothoe populi dans le parc du Marquenterre en baie de Somme. Juillet 2020.
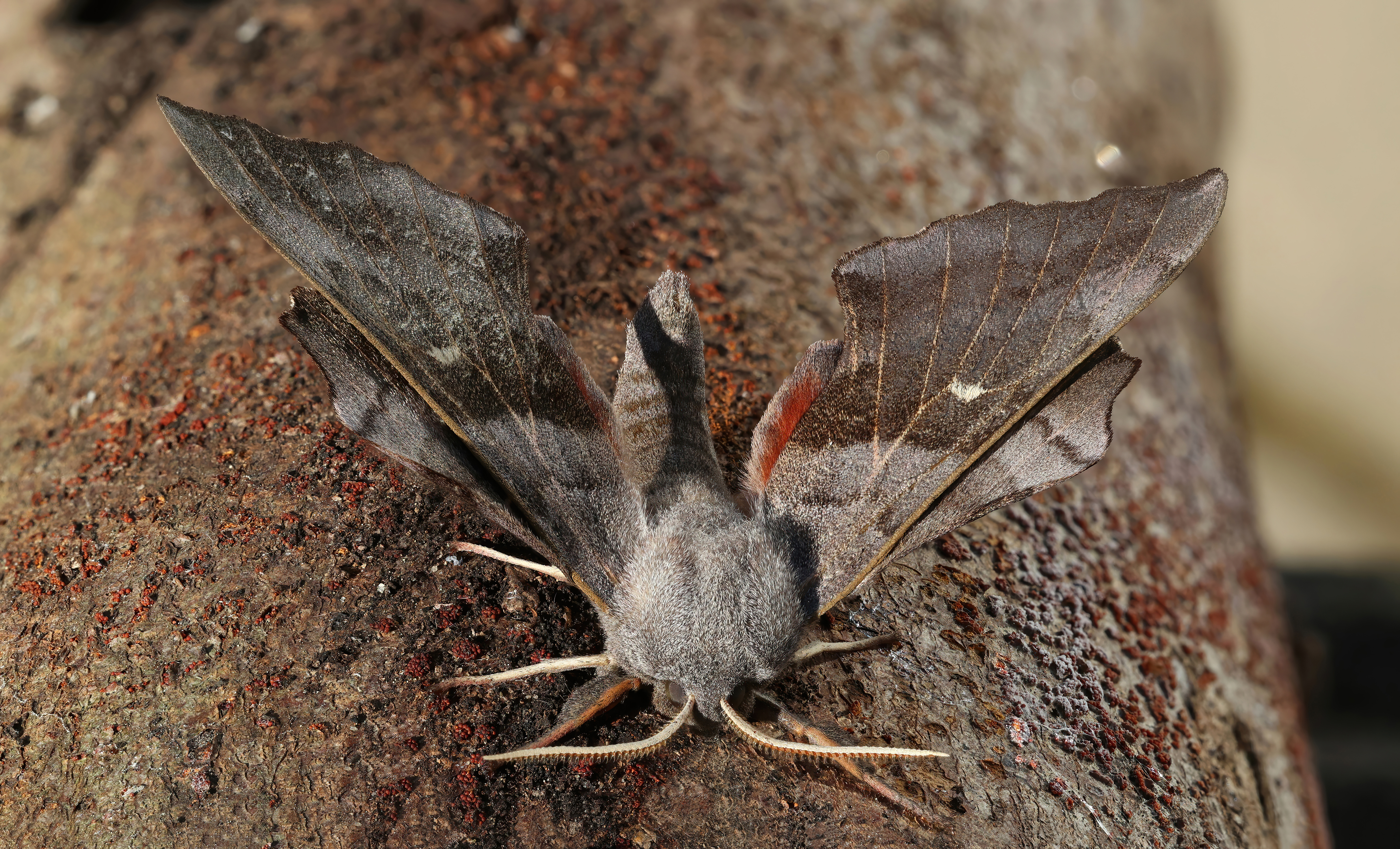
Laothoe populi populi mâle  vers Cumnor Hill dans l'Oxfordshire, Angleterre. Juin 2022.

## Biologie
- Période de vol : de mai à septembre en deux générations.
- Habitat : près des peupliers.

### Plantes-hôtes
Principalement Populus, Salix et Betula.

### Cycle biologique
Une à deux générations par an. Les œufs sont pondus sous les feuilles en petits groupes ou isolément (juin, août). L'éclosion a lieu entre une dizaine et une vingtaine de jours après la ponte. On peut trouver les chenilles de juin à octobre. Leur développement terminé, elles pratiquent la nymphose à faible profondeur dans le sol. Les imagos volent en mai-juin ainsi qu'en juillet-septembre en régions méridionales. Ils ne se nourrissent pas.

## Systématique
L'espèce Laothoe populi a été décrite par le naturaliste suédois Carl von Linné en 1758, sous le nom initial de Sphinx populi.
Elle est l’espèce type du genre LaothoeFabricius, 1807.

### Synonymie
- Sphinx populi Linnaeus, 1758 — protonyme
- Sphinx tremulae Borkhausen, 1793[6]
- Smerinthus populi var. rufescens de Selys-Longchamps, 1857 [7]
- Merinthus palustris Holle, 1865[8]
- Merinthus populi var. salicis Holle, 1865 [9]
- Smerinthus populi ab. rufescens Fuchs, 1889 [10]
- Amorpha populi ab. roseotincta Reuter, 1893 [11]
- Smerinthus populi ab. borkhauseni Bartel, 1900 [12]
- Smerinthus populi ab. fuchsi Bartel, 1900 [13]
- Smerinthus populi ab. pallida Newnham, 1900 [14]
- Smerinthus populi ab.violacea Newnham, 1900
- Amorpha populi pallida (Tutt, 1902)[15]
- Amorpha populi suffusa (Tutt, 1902)
- Smerinthus populi decorata (Schultz, 1903)[16]
- Smerinthus populi cinerea-diluta (Gillmer, 1904)[17]
- Smerinthus populi ferruginea-fasciata (Gillmer, 1904)
- Smerinthus populi ferruginea (Gillmer, 1904)[18]
- Smerinthus populi grisea-diluta (Gillmer, 1904)
- Smerinthus populi grisea (Gillmer, 1904)
- Smerinthus populi pallida-fasciata (Gillmer, 1904)
- Smerinthus populi rufa-diluta (Gillmer, 1904)
- Smerinthus populi rufa (Gillmer, 1904)
- Smerinthus populi subflava (Gillmer, 1904)
- Smerinthus populi rectilineata (Klemensiewicz, 1912)
- Amorpha populi angustata (Closs, 1916)
- Amorpha populi flavomaculata (Mezger, 1928)
- Amorpha populi depupillatus (Silbernagel, 1943)
- Amorpha populi philiponi (Huard, 1928)
- Amorpha populi lappona (Rangnow, 1935)
- Laothoe populi albida (Cockayne, 1953)
- Laothoe populi basilutescens (Cockayne, 1953)
- Laothoe populi moesta (Cockayne, 1953)
- Laothoe populi bicolor (Lempke, 1959)
- minor (Vilarrubia, 1973)

### Taxinomie
Liste des sous-espèces
- Laothoe populi populi (Linnaeus, 1758)
- Laothoe populi lappona (Rangnow, 1935)[19]